# Листи Гедиміна

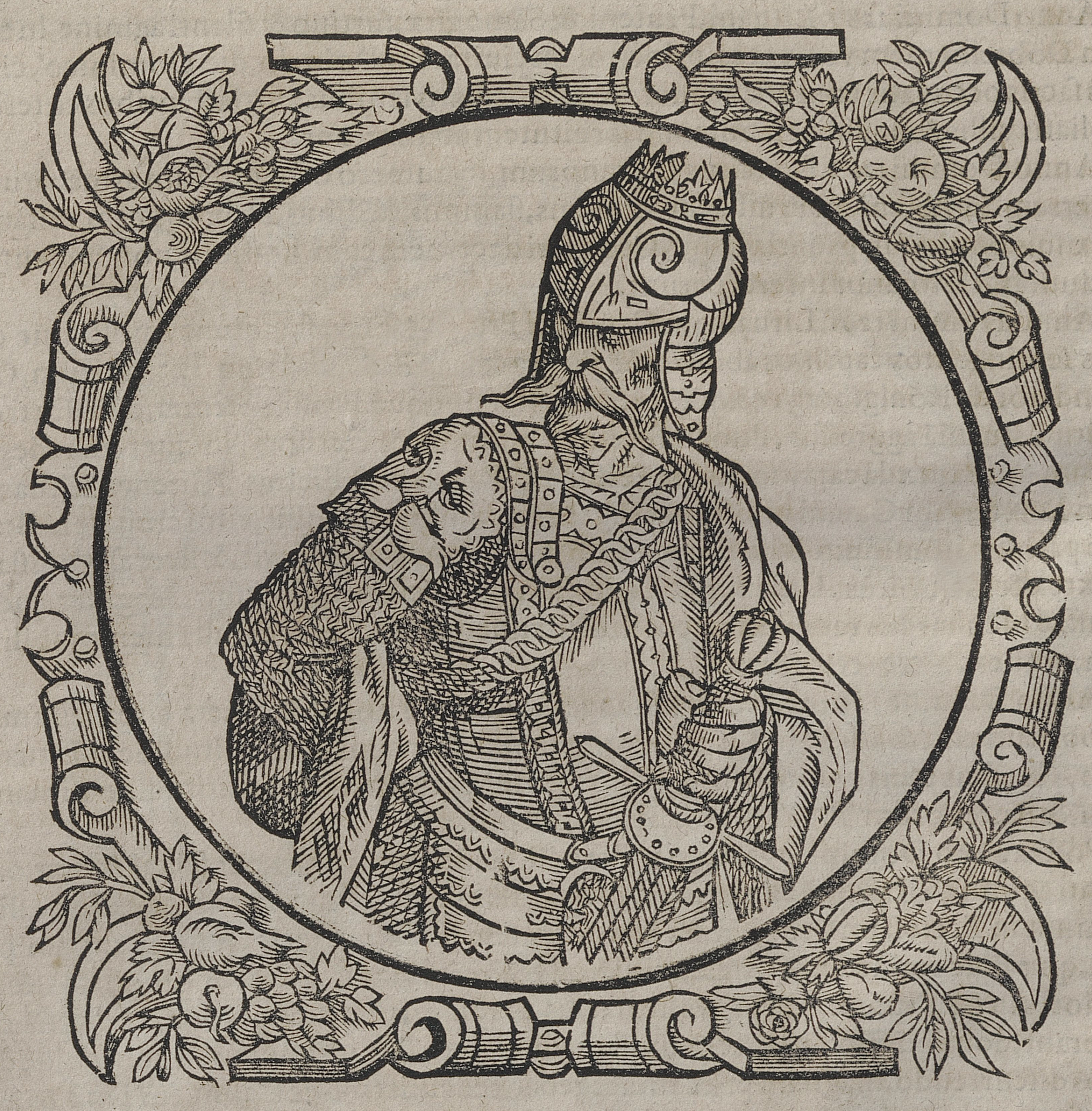
Гедимін, великий князь литовський

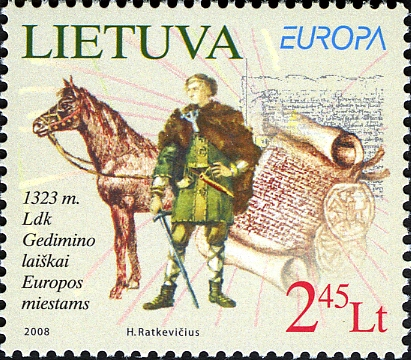
2008. Литовська поштова марка присвячена листам Гедимінаса

Збереглися копії шести листів великого князя литовського Гедиміна, написаних латиною у Вільнюсі в 1323-1324 роках і адресованих Папі римському Івану XXII, владі ганзейських міст Бремена, Кельна, Любека, Ростока, Грайфсвальда, Штеттин, а також німецьким францисканцям і домініканцям. У листах Гедимін заявляв про своє бажання прийняти християнську віру. Тевтонські лицарі показувались, як загарбники і що ними рухає аж ніяк не турбота про християнізацію Литви. Крім того, в Литву запрошувалися лицарі, лікарі, ремісники (шевці, стельмахи, каменотеси, срібняки, балістарії, соледобувальники, пекарі), купці, землероби, рибалки, а також священики, причому повідомлялося, що вже збудовані дві церкви у Вільнюсі («in civitate nostra regia dicta Vilna») і Новогрудці .Всім гарантувалася безпека, свобода пересування, повне або на кілька років звільнення від податків і повинностей. Листи свідчать про прагнення литовського вельможі до міжнародного визнання і дозволяє вбачати в діяльності Гедиміна широку економічну, культурну і військову програму модернізації Литви. У листах вперше згадується Вільнюс, як столиця Литви.

## Листи Гедиміна
Перший лист був написаний Івану XXII. Гедимін стверджував, що Тевтонські лицарі не діють в інтересах католицької віри. Замість цього, вони жорстоко спустошили землю. Народ був змушений чинити опір. Гедимінас перерахував безліч злочинів і збитків, нанесених лицарями; наприклад, він стверджував, що його попередник Витеніс направив лист францисканським монахам з проханням про двох братів, які могли б приїхати до Великого князівства Литовського, щоб піклуватися про місцеву церкву. Коли тевтонські лицарі дізналися про лист, вони послали свою армію і зруйнували церкву. В останньому реченні Гедімінас туманно пообіцяв прийняти християнство і підкорятися Папі.
Другий лист був написаний 25 січня 1323 року німецьким містам Любек, Зунд, Бремен, Магдебург, Кельн і іншим містам Священної Римської імперії. Гедимінас пояснив, що Велике князівство Литовське було дуже терпимим до християн, але залишалося язичницьким і не прийняло християнство тільки через жорстоких Тевтонських лицарів. Він розповів про перший лист, направлений папі і його намір хреститись в католицькому обряді. Гедимінас запрошував лицарів, зброєносців, купців, лікарів, ковалів, стельмахів, шевців, кушнірів, млинарів і інших людей у Велике Князівство Литовське і практикувати їх торгівлю та віру без будь-яких обмежень. Християнам обіцяли звільнення від податків на 10 років. Купці також були звільнені від будь-яких тарифів або податків. Цей лист є найвідомішим, тому що Вільнюс, столиця Литви, був згаданий в письмових джерелах вперше. Таким чином, 1323 вважається офіційним роком заснування Вільнюса. Гедимінас вважається засновником міста, хоча місто існувало за роки до правління Гедимінаса. Крім того, Вільнюс однозначно згадується як столиця. Його запрошення, зокрема, включали німецьких євреїв, а також християн, і його видання тісно пов'язане зі створенням єврейської громади в Литві.
Третій лист був написаний 26 травня 1323 року і адресований таким містам : Любеку, Ростоку, Суну, Грайфсвальду, Стетіну, Готланду. По суті, воно повторювало другий лист. Він просив різних умільців (список ремесел було розширено) приїхати в Литву і практикувати свою торгівлю. Він сказав, що в герцогстві є три церкви: дві францисканські (в Вільнюсі і в Новогрудці) і одна домініканська. Кожен має право використовувати їх.
Четвертий і п'ятий листи були також написані 26 травня 1323 року, і були адресовані францисканським і домініканським орденам. Гедимінас в очікуванні свого хрещення запросив священиків і ченців прийти до Великого князівства Литовського. Він також попросив передати слово ремісникам, що їх вітають в Литві. У листі до домініканців Гедимінас указав, що його печатка була спалена Тевтонськими лицарями.
Останній збережений лист було написано 22 вересня 1324 року і адресований єпископу Тарту, Ерзелю, правителю Талліннської землі і Ризькій раді. Він повідомив, що Тевтонський орден порушив мирний договір, підписаний раніше. Лицарі атакували прикордонні райони, вбили жителів і забрали всі цінні речі. Багато гінців було схоплено і вбито. Гедимінас попросив про допомогу в забезпеченні дотримання договору.